# Nassereith
Nassereith es una localidad del distrito de Imst, en el estado de Tirol, Austria, con una población estimada a principio del año 2018 de 2119 habitantes. 
Se encuentra ubicada al oeste de la ciudad de Innsbruck —la capital del estado—, cerca de la frontera con Alemania, al norte, y con Italia, al sur.

## Galería

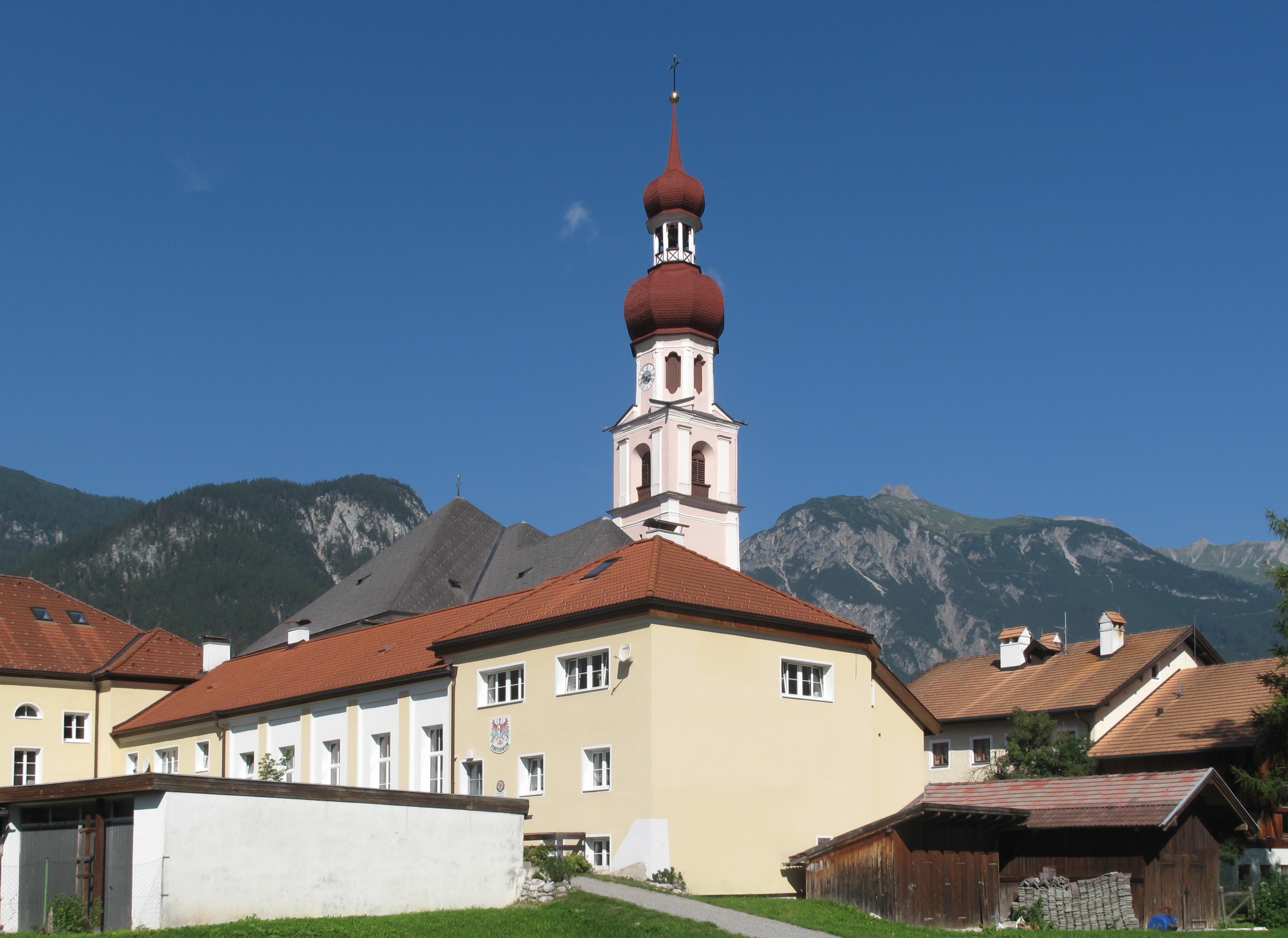
Nassereith, la iglesia: die Pfarrkirche Sankt Drei König
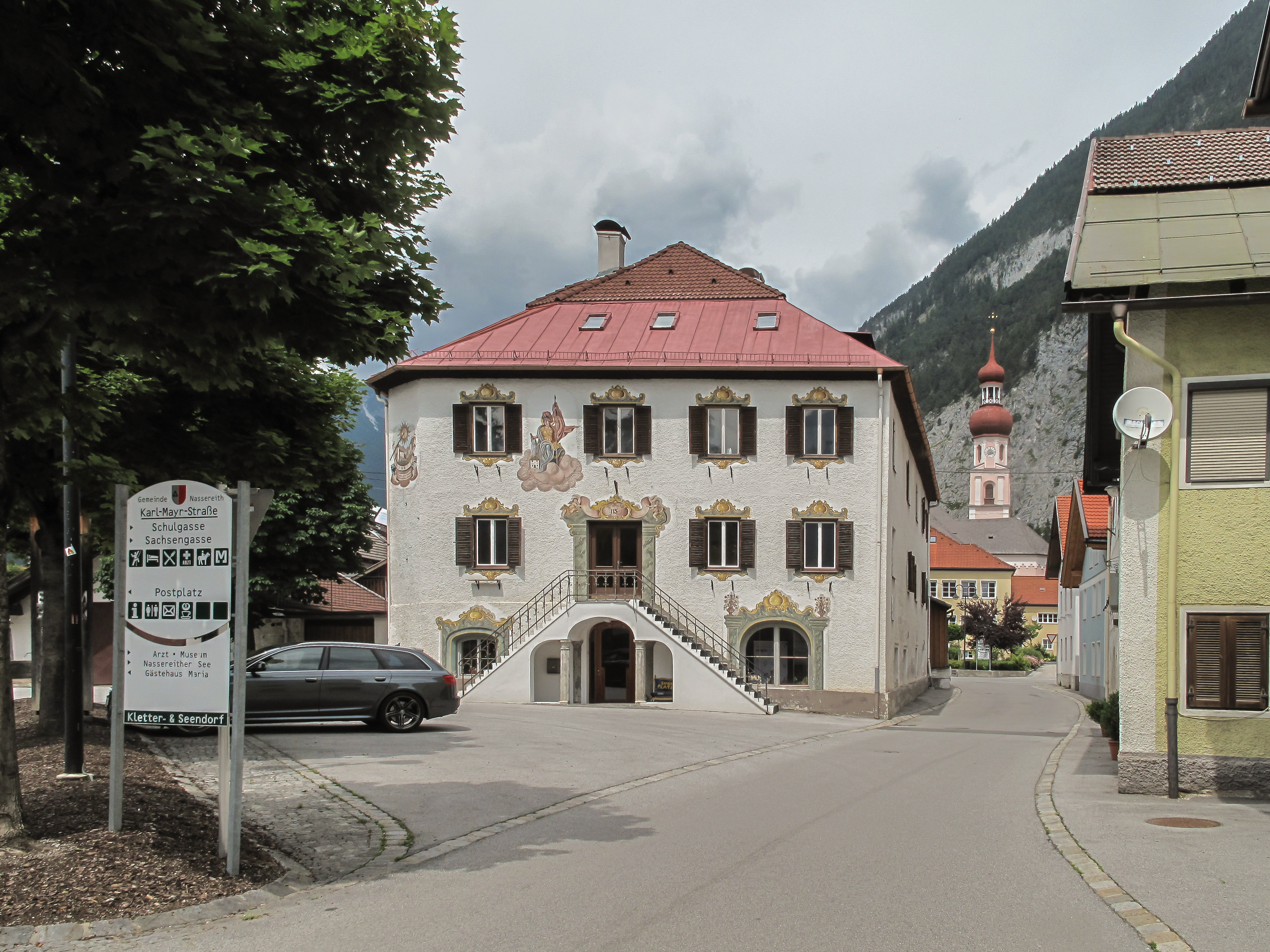
Nassereith, vista en la calle: la Karl Meyrstrasse
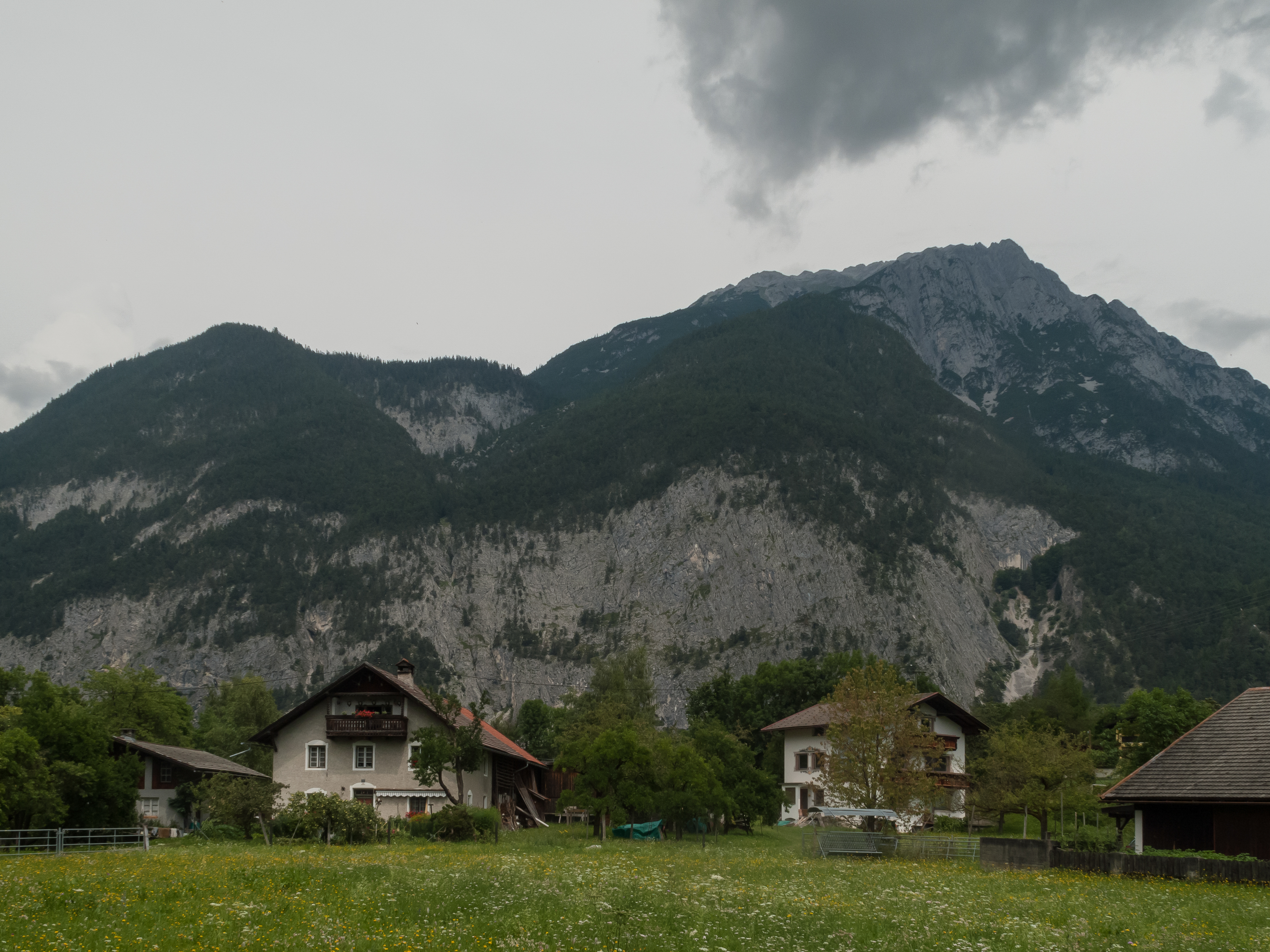
Nassereith, las casas con montañas al fondo
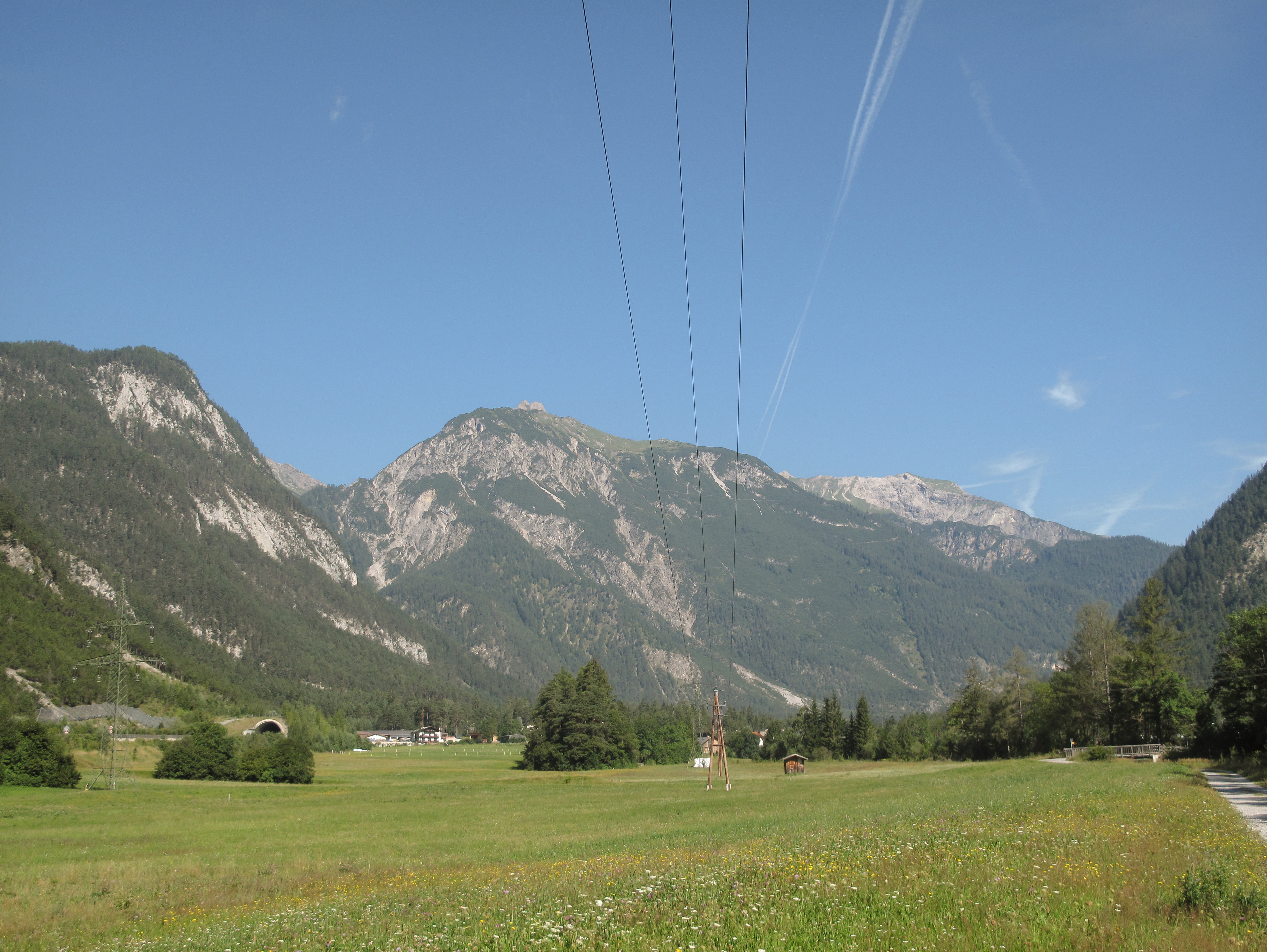
entre Nassereith y Dormitz, el panorama
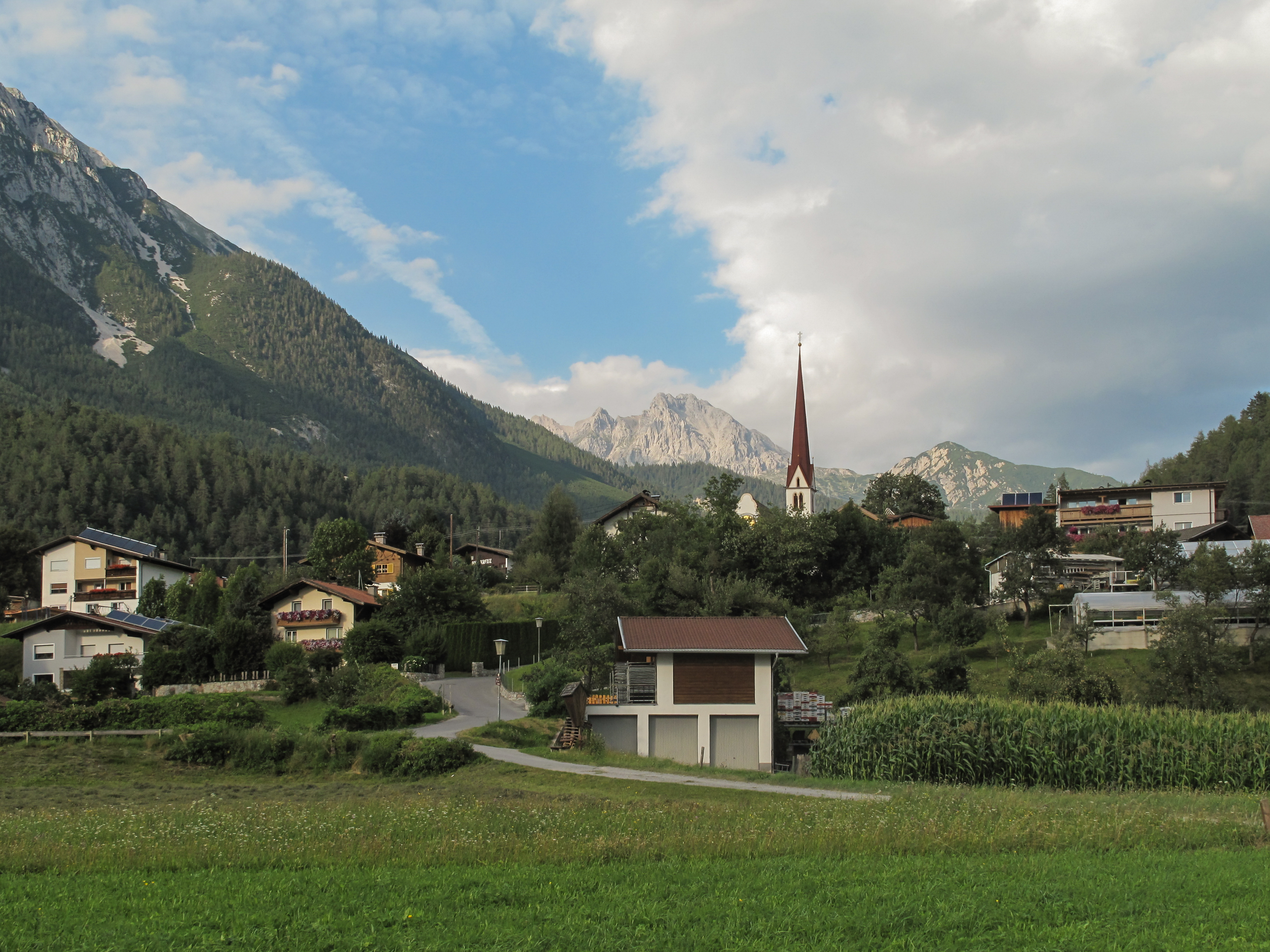
Dormitz, vista del pueblo